# Anaplectella beccarii
Anaplectella beccarii är en kackerlacksart som beskrevs av Hanitsch 1933. Anaplectella beccarii ingår i släktet Anaplectella och familjen småkackerlackor. Inga underarter finns listade i Catalogue of Life.